# 斡花榕
斡花榕（学名：Ficus variegata var. garciae）为桑科榕属下的一个变种。

## 扩展阅读
- 維基物種上的相關：斡花榕